# FK Pelister Bitolj
FK Pelister (mak. ФК Пелистер) je nogometni klub iz Bitolja u Republici Makedoniji, koji se trenutno natječe u Prvoj ligi Makedonije. Klub je formiran po oslobođenju 1945. godine iako su njegovi prethodnici egzistirali u Bitoli od 1924. godine. Utakmice igra na stadionu Tumbe kafe (gradski stadion u Bitolju, kapaciteta 6.100 gledatelja). Klupske boje su zelena i bijela. Navijači Pelistera se zovu "Čkembari".

## Povijest
FK Pelister je formiran 1924. pod imenom "Omladina", zatim se zvao Pelister, a kasnije "SK Bitola". Staro ime se pojavilo poslije oslobođenja 1945. Već 1946. postaje prvak bitoljske sportske županije. Iste godine se spaja s FK Rabotnik, ali zadržava ime Pelister. Neki poznatiji igrači iz tog vremena su bili Georgijevski, Dimitrovski, T. Petrovski, Naumovski, Lazarevski, Šekerdžievski, Avramovski, Nestorov i Eftimovski.
Prvi put u svojoj povijesti Pelister se plasirao u Drugu saveznu ligu SFRJ, u sezoni 1974./75. Pelister ne uspijeva se dugo zadržati u tom rangu natjecanja, ali se ponovo vraća 1982., kada su na čelu kluba bili Mitko Butlevski i trener Ivan Čabrinović.
Pelister se plasirao u Prvu ligu SFRJ u posljednjoj sezoni njenog postojanja 1991./92., a po osamostaljivanju Republike Makedonije, Pelister se kontinuirano natječe u Prvoj ligi Makedonije. U sezoni 2002./03. klub ispada iz Prve lige, ali u sezoni 2006./07. se ponovo vraća u elitni rang. Klub je u sezoni 2007./08. napravio najbolji rezultat u Prvoj ligi, završivši sezonu na 3. mjestu, što mu je osiguralo sudjelovanje u Kupu UEFA u za sljedeću sezonu. Već sljedeće sezone su zabilježili mnogo slabije rezultate, pošto je klub jedva sačuvao status prvoligaša i to preko baraža nakon što je završio sezonu na 10. mjestu.
Pelister nikada nije osvojio prvenstvo, ali je osvojio Kup Makedonije u nogometu u sezoni 2000./01., a 1993. i 1994. bio finalist.

## Vanjske poveznice
- Službena stranica  Arhivirana inačica izvorne stranice od 21. kolovoza 2013. (Wayback Machine) (mak.)